# Donna Lewis
Donna Lewis (Cardiff; 6 de agosto de 1959) es una cantautora y productora musical galesa; más conocida por su popular sencillo I Love You Always Forever (1996), At the Beginning (1997) de la banda sonora de la película Anastasia (1997).

## Biografía
Donna Lewis nació en Cardiff, Gales. A la edad de seis años comenzó a tocar el piano. Su padre, un pianista de Jazz, la alentaba mucho. Lewis comenzó a escribir canciones cuando era una adolescente. Se formó musicalmente en el Welsh College of Music and Drama, especializándose en composición clásica de piano y flauta. Al salir, Lewis estuvo durante un año enseñando música en Sussex; luego se trasladó a Birmingham, donde cantaba en una banda de un bar. Tiempo después comenzó a grabar composiciones originales en un estudio que ella misma hizo, logrando ganar la atracción del público en poco tiempo. En 1993 comenzó a enviar sus maquetas musicales a las compañías discográficas.
La compañía Atlantic Records de Estados Unidos se interesó en Lewis, por lo que firmaron un contrato y posteriormente publicaron el álbum debut de la cantante, titulado Now in a Minute. 
El primer sencillo, I love you always forever, se convirtió en un gran éxito, llegando al número dos en Estados Unidos en la lista Hot 100 de la revista Billboard; manteniéndose en esa posición durante nueve semanas consecutivas. Además también fue la canción más radiada en ese país durante trece semanas, llegando a más de un millón de emisiones por radio en su mejor semana. El sencillo también llegó al número uno en el United world char, que es la lista de sencillos más exitosos de todo el mundo. En el Reino Unido llegó al número cinco. El álbum Now in a Minute alcanzó cómo máximo el número treinta y uno en la lista Billboard 200 de los álbumes más vendidos de Estados Unidos y más tarde fue certificado de platino por la Recording Industry Association of America.
En 1997 grabó la canción At the Beginning con Richard Marx, para la banda sonora de la película Anastasia. Su segundo álbum, Blue Planet, fue críticamente aclamado, sin embargo, tuvo la mínima repercusión popular. El sencillo I could be the one fue modestamente exitoso en Europa y Asia, y el sencillo Love him llegó al número uno de la lista Hot Dance Club Play (lista de canciones bailables) de la revista Billboard. Después del lanzamiento de este álbum el contrato de Lewis con Atlantic Records caducó. 
En 2002 lanza Be still, su tercer álbum; que fue producido y publicado de forma independiente. La mayoría de las canciones de este álbum usan una instrumentación acústica. Su cuarto álbum, In the Pink, salió a la venta en abril de 2008, pero al igual que sus antecesores tuvo una mínima repercusión comercial.

## Discografía

### Álbumes
- Now in a Minute (1996)
- Blue Planet (1998)
- Be still (2002)
- In the pink (2008)

- Datos: Q272578
- Multimedia: Donna Lewis / Q272578